# Muriel Robb
Muriel Evelyn Robb (Newcastle upon Tyne, 13 maggio 1878 – 12 febbraio 1907) è stata una tennista britannica.
Nel 1902 ottiene il suo miglior risultato vincendo il Torneo di Wimbledon, sconfiggendo in finale Charlotte Cooper Sterry per 7-5, 6-1.

## Statistiche

### Singolare

#### Vittorie (1)
| Numero | Anno | Torneo            | Superficie | Avversaria in finale    | Punteggio |
| 1.     | 1902 | Wimbledon, Londra | Erba       | Charlotte Cooper Sterry | 7-5, 6-1  |